# Tomaso Albinoni
Tomaso Giovanni Albinoni (8 de juny de 1671 - 17 de gener de 1751) va ser un compositor venecià de música barroca. Va escriure al voltant de cinquanta òperes, però és més conegut per la seva música instrumental, pels seus concerts, especialment per a oboè.

## Biografia
Va néixer a Venècia (Itàlia) que en aquells dies era una república independent, en el si d'una rica família veneciana de comerciants. A Tomaso li agradava definir-se com a músic del violí i un diletant venecià. Va estudiar violí i cant i ben aviat destacà en ambdós instruments. Va poder compondre amb plena llibertat sense necessitar cap mena de mecenatge, fora de per part de l'Església o de la noblesa.
Va viure sempre a Venècia tot i que també viatjà. Es té constància de dos viatges a Florència un el 1703 i l'altre el 1722. La seva primera òpera, Zenobia regina de Palmireni, és del 1694, any en què també va compondre el primer recull de música instrumental, les 12 Sonate a tre, op 1. Des de sempre va repartir la seva activitat productiva tant en la música vocal, òperes, serenates i cantates, com en la instrumental, sonates i concerts. A la mort del seu pare, el 1709, es pogué dedicar a la música sense cap necessitat econòmica.
La seva música instrumental va atreure l'atenció de Johann Sebastian Bach, que va escriure almenys dues fugues sobre temes d'Albinoni i va utilitzar constantment els seus baixos harmònics com a exercicis musicals per als seus alumnes.

## L'adagio
La seva fama es va incrementar en gran manera quan, el 1910, un investigador va començar a escorcollar entre les partitures d'un antic monestir, i va descobrir l'obra més solemne d'Albinoni: un fragment d'un moviment lent d'un Trio sonata, per a cordes i orgue, que posteriorment, el 1945, reconstruiria Remo Giazotti amb el títol d'Adagio d'Albinoni, una de les peces més conegudes de la música clàssica.

## Obra

### Obra instrumental
Albinoni va compondre 64 concerts, 8 simfonies i 97 sonates i ballets.
- Op. 1	1694 12 sonates a tres.
- Op. 2	1700 6 simfonies i 6 concerts a 5.
- Op. 3	1701 12 ballets da cambra a tres.
- Op. 4	1704 6 sonates d'església per a violí i baix continu, publicades per Roger a Amsterdam el 1708.
- Op. 5	1707 12 concerts per a violí i baix continu
- Op. 6	1711 12 sonates de cambra.
- Op. 7	1716 12 concerti per 1 o 2 oboès i corda.
- Op. 8	1721 6 sonates i 6 ballets a tres.
- Op. 9 1722 12 concerts per 1 o 2 oboès i corda.

### Òpera
- Zenobia (1694)
- Il prodigio dell'Innocenza (1695)
- Zenone (1696)
- Tigrane (1697)
- Primislao (1697)
- L'Ingratitudine castigata (1698)
- Il Radamisto (1698)
- Diomede punito da Alcide (1700)
- L'inganno innocente (1702) estrenada amb el nom de Rodrigo en Algieri estrenada a Nàpols el 10 de desembre amb la lletra de les àries escrita per Jean-Baptiste Stuck.
- L'Arte in gara con l'Arte (1702)
- La Griselda (Llibret d'Apostolo Zeno, 1703)
- La fede tra gl'inganni (1707)
- Elio Seiano (1707)
- Astarto (1708)
- Vespetta e Pimpione (1708)
- Pimpinone (intermezzo 1708)
- Tradimento tradito (1708)
- Engelberta (1709)
- Ciro (1709)
- Il tiranno eroe (1710)
- Il Giustino (1711)
- Alarico (1712)
- Amor di figlio non conosciuto (1715)
- Il vinto trionfante del vincitore (1717)
- Eumene (1717)
- Cleomene (1718)
- I veri amici (1722)
- Gli eccessi della gelosia (1722)
- Ermengarda (1723)
- Eumene (Llibret d'Apostolo Zeno, 1723)
- Laodice (1724)
- Antigono (1724)
- Scipione nelle Spagne (Llibret d'Apostolo Zeno, 1724)
- Didone abbandonata (Llibret de Pietro Metastasio, 1725)
- Alcina delusa (1725)
- Lucio Vero (1725)
- Il trionfo d'Armida (1726)
- L'incostanza schernita (1727)
- Le due rivali in amore (1728)
- Il concilio dei planeti 1729)
- Elenia (1730)
- Statiria (1730)
- Li stratagemmi amorosi (1730)
- Il più fedel tra gli amanti (1731)
- Ardelinda (1732)
- Candalide (1734)
- Artamene (1740)